# Ray Wilson
Ray Wilson (Dumfries, Escocia, 8 de septiembre de 1968) es un músico británico. Tuvo sus inicios en la banda de grunge Stiltskin; lanzaron un álbum y tuvieron un éxito en el primer puesto de los rankings del Reino Unido con el sencillo "Inside". Es el primo de Ian Wilson, más conocido como Ian Catskilkin, de la banda Art Brut.
Wilson participó en una banda llamada Guaranteed Pure a principios de 1990. Lanzaron el álbum llamado "Swing Your Bag", del cual la canción que le da el título fue incluida en álbum compilatorio del cantante Fish, titulado 'The Funny Farm Project : Outpatients '93'.
En 1997, Ray Wilson se unió a Genesis luego de que el vocalista y baterista de la banda Phil Collins, dejara el grupo en 1996. Tras la partida de Collins del grupo, solo quedaron dos miembros: Tony Banks y Mike Rutherford. Wilson llegó a Genesis propuesto por Banks, porque su voz le daba la potencia que buscaba el grupo. Posteriormente Genesis se disolvió después de grabar el disco Calling All Stations y de una gira con Wilson, reapareciendo recién en el 2007 con Phil Collins nuevamente al frente.
Entonces, Wilson comenzó a trabajar en un nuevo proyecto llamado Cut, el cual dijo que tenía el mismo sonido del próximo álbum de Genesis si la banda hubiese continuado con él. El álbum Millionairhead fue lanzado bajo este nombre.
En 2003 lanzó un álbum como solista bajo su nombre, llamado Change. El siguiente año lanzó otro álbum de estudio llamado The Next Best Thing, el cual incluía una versión de la canción "Inside". Actualmente se encuentra de gira y promocionando el segundo álbum de Stilskin "She".
El productor y DJ Armin van Buuren, ha producido remixes de las canciones "Another Day" (llamada "Yet Another Day") y "Gypsy", las dos del álbum Millionairhead. Ambas canciones han sido lanzadas en álbumes propios de van Buuren, y "Yet Another Day" fue también lanzada como un sencillo.

## Álbumes como solista
- 2001 Unplugged (renombrado Live and Acoustic)
- 2003 Change
  - Change (simple)
  - Goodbye Baby Blue (simple)
- 2004 The Next Best Thing
  - These Are The Changes (simple)
- 2005 Ray Wilson Live
- 2006 An Audience and Ray Wilson (CD de edición limitada)
- 2013  "Chasing Rainbows"
- 2016  "Song for a friend"
- 2016  "Makes me think of home"

## Con Guaranteed Pure
- 1993 Swing Your Bag

## Con Stiltskin
- 1994 The Mind's Eye
  - Inside (simple)
  - Footsteps (simple)
  - Rest In Peace (simple)
- 2006 She
  - She (sinmple)
  - Lemon Yellow Sun (simple)
- 2007 Stiltskin Live

## ConGenesis
- 1997 Calling All Stations
  - Congo (simple)
  - Shipwrecked (simple)
  - 1998 Not About Us (simple)
- 2007 Calling All Stations - SACD
  - 1983-98 (caja de colección)

Aunque Wilson frecuentemente interpreta canciones de Genesis como solista luego de haber dejado el grupo, se lamenta de haberse unido al mismo. En una entrevista de abril de 2007, dijo que se sentía fuera de lugar con el resto de la banda. Incluso describió su despido de la banda como una "muerte por silencio" y piensa que toda la situación fue mal manejada.

## Con Cut
- 1999 Millionairhead
  - Another Day (simple - Solamente en Alemania)
  - Millionairhead/Sarah (promo para la radio)

## Otras colaboraciones
- 2000 "Big City Nights" (con Scorpions)
- 2002 "Love Supreme" (con Turntablerocker)
- 2003 "Yet Another Day" (con Armin Van Buuren)
- 2005 "Gypsy" (con Armin Van Buuren)
- 2005 "Roses" (con RPWL)
- 2009 "Show Me The Way" (con DJ Cosmo)

## Anécdotas
- La banda Genesis se formó en 1967. Ray Wilson nació un año después, en 1968. Otros músicos que se han unido a bandas formadas antes de haber nacido incluyen a Jonathan Noyce de Jethro Tull y Jerome Froese de Tangerine Dream. Otro bastante cercano es Tim Owens (1967), exvocalista de Judas Priest (1969).
- La única versión que ha hecho Wilson en un álbum de estudio es "Space Oddity", de David Bowie, en el álbum Millionairhead de Cut. Durante sus conciertos hace una variedad de covers de Genesis, Phil Collins, Peter Gabriel, Stiltskin, The Eagles, Bob Dylan, Bruce Springsteen, David Bowie, Pink Floyd, U2 y Mike and the Mechanics.